# Na het Licht
Na het licht is een kinderboekentrilogie van de Vlaamse schrijver Johan Vandevelde.
De trilogie speelt zich af in een post-apocalyptische toekomst waarin de wereld is verwoest door een kernoorlog. Centraal staat de jongen genaamd Boran.
De boeken in de serie zijn:
- De Cycloop (2003)
- De nieuwe veroveraars (2008)
- Kinderen van de adelaar (2008)